# WASP-24b
WASP-24b es un planeta tipo Júpiter caliente detectado en la órbita de la estrella de clasificación F WASP-24. El planeta tiene aproximadamente la misma masa y tamaño de Júpiter, pero orbita a 4% de la distancia media entre la Tierra y el Sol en un periodo de casi 2 días. WASP-24b fue observado por el SuperWASP desde 2008; después de dos años de observaciones, la información recolectada permitió el descubrimiento del planeta.